# Огасон, Педро Луис (государственный деятель)
Педро Луис Огасон (исп. Pedro Luis Ogazón; 17 ноября 1824, Гвадалахара — 27 февраля 1890, Орисаба) — мексиканский государственный и военный деятель. Отец пианиста Педро Луиса Огасона.
Получил образование в своём родном городе, в 1846 г. сдал экзамен на чин адвоката. В 1847 г. в ходе Американо-мексиканской войны участвовал в обороне Гвадалахары. Затем некоторое время служил секретарём у губернатора провинции Халиско Сантоса Дегольядо. В 1855 году принял участие в вооружённом восстании против диктатуры Санта-Анны, после успеха восстания был избран депутатом от Халиско в Конституционный конгресс, принявший мексиканскую конституцию 1857 года. В дальнейшем принимал участие в Войне за реформу на стороне либералов, в периоды их побед трижды в 1858—1863 гг. занимал должность губернатора Халиско. Во время Франко-мексиканской войны вновь участвовал в боевых действиях. В 1868—1874 гг. был судьёй Верховного суда Мексики.
В 1876 г. примкнул к восстанию Порфирио Диаса, который назначил Огасона генералом. После успеха восстания в 1876—1878 гг. занимал пост военно-морского министра Мексики, а затем до 1883 г. вновь заседал в Верховном суде.